# The Meaning of It All
The Meaning of It All: Thoughts of a Citizen Scientist är en bok av Nobelpristagaren och fysikern Richard Feynman från 1998, den utgavs postumt. Det är en samling av tre tidigare opublicerade offentliga föreläsningar från 1963. Feynman undersöker förhållandet mellan vetenskap och samhälle. Boken är förståelig för den "allmänna läsaren".